# NGC 6347
NGC 6347 (другие обозначения — IC 1253, IRAS17176+1642, UGC 10807, ZWG 111.21, MCG 3-44-4, KARA 800, PGC 60086) — спиральная галактика с перемычкой (SBb) в созвездии Геркулес.
Этот объект входит в число перечисленных в оригинальной редакции «Нового общего каталога».